# Megasema tundrana
Megasema tundrana är en fjärilsart som beskrevs av Bang-haas 1912. Megasema tundrana ingår i släktet Megasema och familjen nattflyn. Inga underarter finns listade i Catalogue of Life.